# Sutra Serca

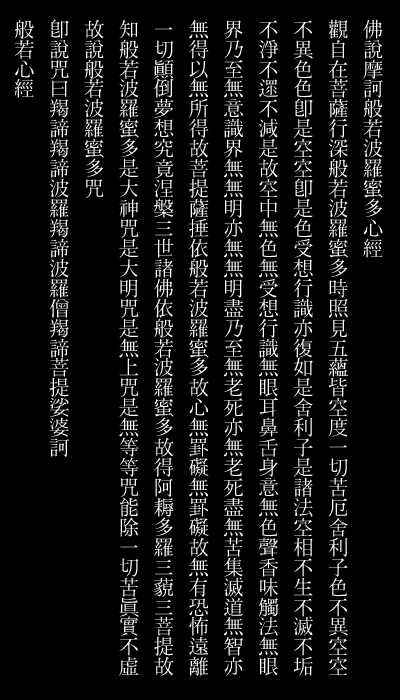
Sutra Serca

Sutra Serca (skr. Mahā-prajñā-pāramitā-hṛdaya Sūtra, chiń. 摩訶般若波羅蜜多心經, Boreboluomiduo Xinjing, kor. Mahabanya paramilda shimgyŏng, jap. Makahannya haramita shin gyō, wiet. Bát-nhã-ba-la-mật-đa tâm kinh) – jest bardzo krótką sutrą, o której mówi się, że zawiera esencję potężnego zbioru Sutr Mądrości. Jeden z najbardziej znanych na świecie tekstów buddyjskich, który w krajach buddyzmu mahajany cieszy się popularnością od ponad półtora tysiąca lat. Pojawia się w nim słynne sformułowanie Pustka jest formą, forma jest pustką. Tekst sutry streszcza ideę pustki oraz krytykę teorii wcześniejszego buddyzmu hinajany. Uważa się, że tekst ten powstał w Indiach, w sanskrycie, po czym został przełożony na chiński. Znanych jest siedem zachowanych przekładów Sutry Serca.

## Nazwa
- Maha znaczy "Wielka".
- Prajñā (Pradżnia) oznacza intuicyjną mądrość.
- Pãramitã (Paramita) oznacza wyzwalające działanie (prowadzące do Nirwany) lub "osiąganie drugiego brzegu".
- Hṛdaya (Hridaja) oznacza "serce", "umysł" lub po prostu "rdzeń" (kwintesencję, abstrakt szerszego zbioru nauk).

Cały tytuł można więc dosłownie przetłumaczyć jako "Serce Wielkiej Mądrości Osiągające Drugi Brzeg" lub "Kwintesencja wielkiej, wyzwalającej metody intuicyjnej mądrości". Chiński tekst sutry (który różni się od tybetańskiego brakiem wstępu i zakończenia), składa się z 268 znaków (wliczając tytuł). Końcową część tej sutry stanowi mantra, która jest recytowana wraz z całym tekstem.

## Tłumaczenia
- Prajñāpāramitāhṛdaya Sūtra (tzw. Sutra Serca)

Banruo boluomiduo xin jing. Tłum. Xuanzang w 649 r. w pałacu Cuiwei na górze Zhongnan. T 251; K 20.
Mohebanruo boluomida mingzhou jing. Tłum. Kumaradżiwa pomiędzy latami 402 a 412. T 250; K 21.
Pubian zhicang boruo boluomiduo xin jing. Tłum. Dharmacandra w roku 738 w Chang’anie. T 252; K 1267
Boruo boluomida xin jing. Tłum. Prajñā i Candra(?) w 790 r. T 253; K 1383
Shengfomu boruo boluomida jing. Tłum. Dānapāla w 1005 r. T 257; K 1427
Tłumaczona przez wielu uczonych: M. Müllera (Oxford 1912), Shaku Hannyę (w Eastern Buddhist, 1922-1923), D.T. Suzukiego (w Essays in Zen Buddhism, 1934), dr. E. Conze'a (w JRAS, 1948) itd.